# Pallavolo ai XVII Giochi dei piccoli stati d'Europa - Torneo femminile
Il torneo femminile di pallavolo ai XVII Giochi dei piccoli stati d'Europa si è svolta dal 30 maggio al 3 giugno 2017 a Serravalle, a San Marino, durante i XVII Giochi dei piccoli stati d'Europa: al torneo hanno partecipato sei squadre nazionali europee di stati con meno di un milione di abitanti e la vittoria finale è andata per la nona volta a Cipro.

## Impianti
|                                                                                   |  |  |
|                                                                                   |  |  |
| Palestra Alessandro Casadei Città: Serravalle Capienza: 250 Anno d'apertura: 1970 |  |  |

## Regolamento

### Formula
Le squadre hanno disputato un'unica fase con formula del girone all'italiana.

### Criteri di classifica
Se il risultato finale è stato di 3-0 o 3-1 sono stati assegnati 3 punti alla squadra vincente e 0 a quella sconfitta, se il risultato finale è stato di 3-2 sono stati assegnati 2 punti alla squadra vincente e 1 a quella sconfitta.
L'ordine del posizionamento in classifica è stato definito in base a:
- Numero di partite vinte;
- Punti;
- Ratio dei set vinti/persi;
- Ratio dei punti realizzati/subiti;
- Risultati degli scontri diretti.

## Squadre partecipanti
| Squadra       | Qualificazione      | Ultima partecipazione |
| ------------- | ------------------- | --------------------- |
| Cipro         | -                   | Lussemburgo 2013      |
| Islanda       | -                   | Islanda 2015          |
| Liechtenstein | -                   | Islanda 2015          |
| Lussemburgo   | -                   | Islanda 2015          |
| Malta         | -                   | Malta 2003            |
| San Marino    | Paese organizzatore | Islanda 2015          |

## Torneo

### Risultati
| 30 maggio 2017 Palestra Alessandro Casadei, Serravalle Durata: 1h:16 - Spettatori: 200                     | Lussemburgo   | 3 - 0 | Liechtenstein | 25-23, 25-18, 25-14               |
| 30 maggio 2017 Palestra Alessandro Casadei, Serravalle Durata: 1h:52 - Spettatori: 200                     | Islanda       | 1 - 3 | Cipro         | 22-25, 25-22, 22-25, 14-25        |
| 30 maggio 2017 Palestra Alessandro Casadei, Serravalle Durata: 1h:06 - Spettatori: ?                       | San Marino    | 3 - 0 | Malta         | 25-12, 25-16, 25-11               |
| 31 maggio 2017 Palestra Alessandro Casadei, Serravalle Durata: 1h:59 - Spettatori: ?                       | Cipro         | 3 - 2 | Lussemburgo   | 25-19, 21-25, 22-25, 25-11        |
| 31 maggio 2017 Palestra Alessandro Casadei, Serravalle Durata: 1h:45 - Spettatori: ?                       | Malta         | 3 - 1 | Liechtenstein | 25-15, 22-25, 25-23, 25-21        |
| 31 maggio 2017 Palestra Alessandro Casadei, Serravalle Durata: 2h:08 - Spettatori: ?                       | San Marino    | 2 - 3 | Islanda       | 21-25, 25-20, 25-20, 16-25, 7-15  |
| 1º giugno 2017 Palestra Alessandro Casadei, Serravalle Durata: 1h:02 - Spettatori: 100                     | Liechtenstein | 0 - 3 | Cipro         | 8-25, 16-25, 13-25                |
| 1º giugno 2017 Palestra Alessandro Casadei, Serravalle Durata: 1h:18 - Spettatori: ?                       | Islanda       | 3 - 0 | Malta         | 25-20, 25-22, 25-20               |
| 1º giugno 2017 Palestra Alessandro Casadei, Serravalle Durata: 2h:05 - Spettatori: ?                       | San Marino    | 3 - 2 | Lussemburgo   | 25-15, 20-25, 19-25, 25-22        |
| 2 giugno 2017 Palestra Alessandro Casadei, Serravalle Durata: 1h:06 - Spettatori: 100                      | Cipro         | 3 - 0 | Malta         | 25-7, 25-19, 25-19                |
| 2 giugno 2017 Palestra Alessandro Casadei, Serravalle Durata: 2h:04 - Spettatori: ?                        | Islanda       | 2 - 3 | Lussemburgo   | 25-23, 25-23, 15-25, 27-29        |
| 2 giugno 2017 Palestra Alessandro Casadei, Serravalle Durata: 1h:18 - Spettatori: 200                      | San Marino    | 3 - 0 | Liechtenstein | 25-22, 25-18, 25-17               |
| 3 giugno 2017 Palestra Alessandro Casadei, Serravalle Durata: 1h:13 - Spettatori: 100                      | Lussemburgo   | 3 - 0 | Malta         | 25-13, 25-23, 25-20               |
| 3 giugno 2017 Palestra Alessandro Casadei, Serravalle, Città di San Marino Durata: 2h:00 - Spettatori: 150 | Liechtenstein | 2 - 3 | Islanda       | 11-25, 25-23, 20-25, 25-17, 11-15 |
| 3 giugno 2017 Palestra Alessandro Casadei, Serravalle Durata: 2h:10 - Spettatori: 200                      | San Marino    | 3 - 2 | Cipro         | 20-25, 25-22, 25-20, 23-25, 15-12 |

### Classifica
| Pos | Squadra       | Pt | G | V | P | SV | SP | Ratio | PF  | PS  | Ratio |
| --- | ------------- | -- | - | - | - | -- | -- | ----- | --- | --- | ----- |
| 1   | Cipro         | 12 | 5 | 4 | 1 | 14 | 6  | 2.333 | 459 | 366 | 1.254 |
| 2   | San Marino    | 11 | 5 | 4 | 1 | 14 | 7  | 2.000 | 456 | 400 | 1.140 |
| 3   | Lussemburgo   | 10 | 5 | 3 | 2 | 13 | 8  | 1.625 | 453 | 425 | 1.065 |
| 4   | Islanda       | 8  | 5 | 3 | 2 | 12 | 10 | 1.200 | 470 | 460 | 1.021 |
| 5   | Malta         | 3  | 5 | 1 | 4 | 3  | 13 | 0.230 | 299 | 384 | 0.778 |
| 5   | Liechtenstein | 1  | 5 | 0 | 5 | 3  | 15 | 0.200 | 325 | 427 | 0.761 |

## Podio

### Campione
Formazione: 1 Aspasia Hadjichristodoulou, 2 Sofia Manitarou, 3 Veronika Hudima, 4 Christiana David, 6 Evita Leonidou, 7 Stella Ioannou, 9 Andrea Charalambous, 10 Vasiliki Chatzikostanta, 13 Andri Iordanou, 14 Ioanna Leonidou, 16 Katerina Zakchaiou, 18 Erika Zembyla, CT: Petros Patsias

### Secondo posto
Formazione: 2 Federica Mazza, 3 Samanta Giardi, 4 Cristina Baciocchi, 5 Elisa Ridolfi, 6 Giulia Tomasucci, 7 Elisa Parenti, 9 Chiara Parenti, 10 Elisa Vanucci, 12 Elisa Morolli, 13 Valeria Benvenuti, 16 Francesca Rosa, 18 Anita Magalotti, CT: Luigi Morolli

### Terzo posto
Formazione: 2 Carla Mulli, 3 Betty Hoffmann, 5 Nathalie Braas, 6 Isabelle Fraisch, 7 Annalena Mach, 9 Marie-Lou Bollendorff, 10 Corinne Steinbach, 11 Yana Feller, 12 Anne-Cathérine Bollendorff, 14 Maryse Welsch, 16 Michèle Breuer, 19 Carla Frank, CT: Detlev Schönberg

## Classifica finale
| Pos | Squadre       |
| --- | ------------- |
|     | Cipro         |
|     | San Marino    |
|     | Lussemburgo   |
| 4   | Islanda       |
| 5   | Malta         |
| 6   | Liechtenstein |